# Route nationale 14c
La route nationale 14c, ou RN 14c, était une route nationale française doublant la RN 14 dans la côte de Bonsecours et rendant la montée plus facile pour les poids lourds. À la suite de la réforme de la numérotation des routes nationales, elle a été renumérotée en RN 14.